# DNB ASA
DNB ASA (раніше DnB NOR ASA) - найбільша група з надання фінансових послуг в Норвегії, із загальними сукупними активами понад 1,9 трильйона NOK і ринковою капіталізацією 164 мільярди NOK станом на 20 травня 2016 року. Головний офіс DNB знаходиться в Осло.
Двома найбільшими власниками DNB є Міністерство торгівлі, промисловості та рибальства Норвегії (34,0%) та фонд Sparebankstiftelsen DNB (10,0%). Останній був створений з єдиною метою володіння частиною компанії. Він був створений, коли Gjensidige NOR було перетворено на акціонерне товариство, щоб гарантувати, що клієнти компанії зберегли часткову власність на компанію. Фонд також може віддавати до 25% отриманих дивідендів на благодійність.

## Діяльність

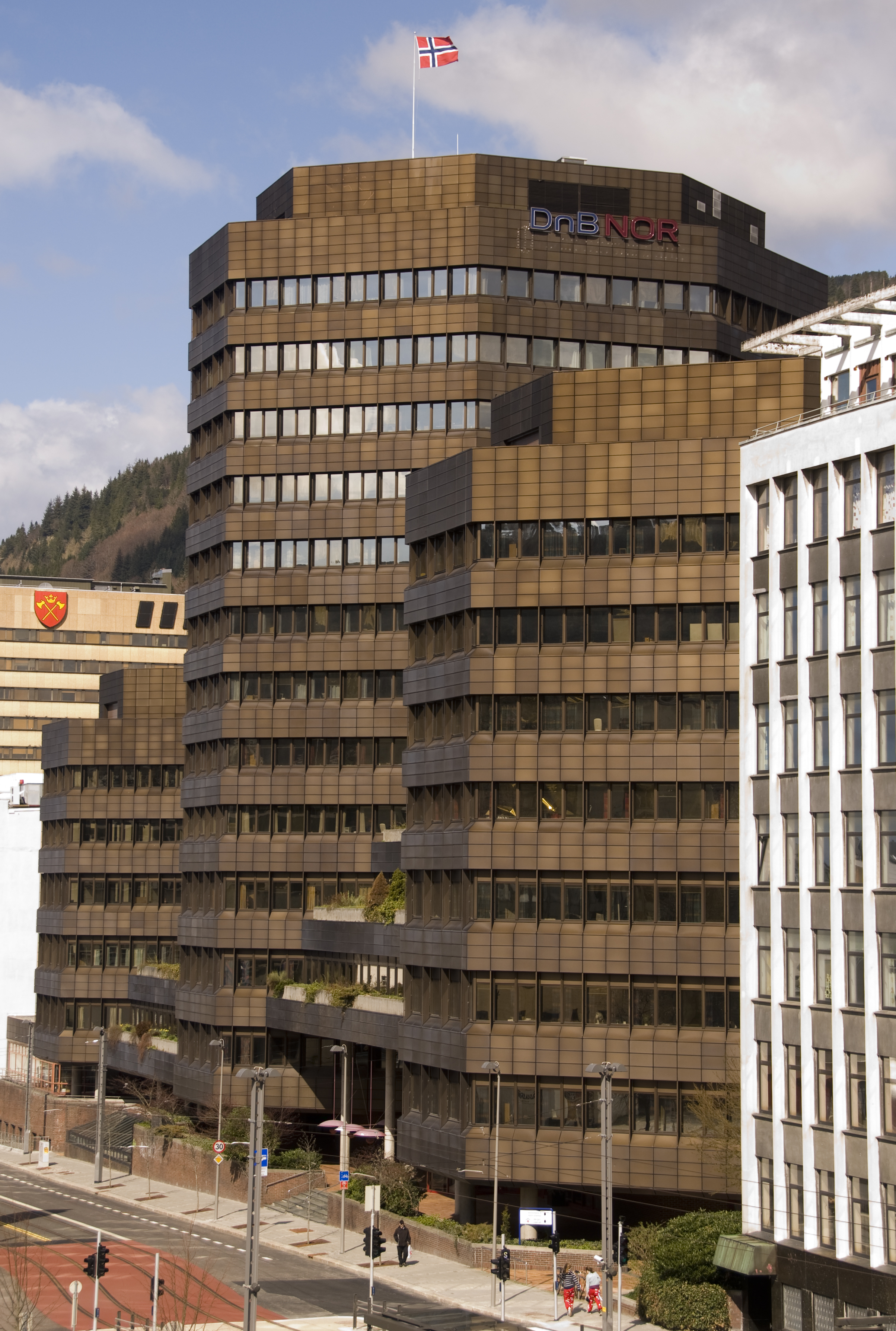
Офіси DNB NOR у Бергені до грудня 2013 року

Банківська група DNB є найбільшим підрозділом групи DNB та найбільшим банком Норвегії, що пропонує послуги корпоративному, роздрібному, цінним паперам та державному сектору. На внутрішньому ринку група має інвестиційний банк DNB Markets, фінансову компанію Cresco, агентство нерухомості DNB Eiendom та компанію DNB Asset Management, яка працює як менеджер фондів для інституційних клієнтів у Норвегії та Швеції. DNB має найбільшу клієнтську базу на норвезькому фінансовому ринку. У Норвегії DNB має понад 2,3 мільйона роздрібних клієнтів та понад 200 000 корпоративних клієнтів, а також 61 філію.
Діяльність групи в основному зосереджена на Норвегії, проте вона є одним з провідних світових банків в галузі судноплавства і великим міжнародним гравцем в енергетичному секторі. Група має міжнародну мережу з 27 філій та представництв, включаючи Гельсінкі (Фінляндія), Копенгаген (Данія), Гамбург (Німеччина), Люксембург, Лондон (Великобританія), Нью-Йорк (США), Х'юстон (США), Ріо-де-Жанейро (Бразилія), Сантьяго (Чилі), Шанхай (Китай) та Сінгапур). Компанія також має кілька офісів у Швеція.
У Данія, Фінляндія, Польща, Естонія, Латвія та Литва DNB позиціонував себе як DnB NORD, який спочатку був спільним підприємством з німецьким банком Norddeutsche Landesbank, в якому DNB володіє повним пакетом акцій з 23 грудня 2010 року. 11 листопада 2011 року банк провів ребрендинг і перейшов на спільний бренд DNB у цих країнах. У цих країнах DNB має 930 000 клієнтів та 163 відділення.

## Історія
Історія групи бере свій початок у 1822 році, із заснуванням Christiania Sparebank. Нинішня корпорація є результатом злиття банків Christiania Sparebank (1822), Gjensidige (1847), Bergens Privatbank (1855), Den norske Creditbank (1857), Fellesbanken (1920), Bergens Kreditbank (1928), Postbanken, Vital Forsikring та Nordlandsbanken. Назва DnB NOR була прийнята у 2003 році, коли відбулося злиття двох банків - Den norske Bank (DnB) та Gjensidige NOR. У листопаді 2011 року компанія змінила свою юридичну назву та бренд на DNB.
У серпні 2017 року DNB та Nordea об'єднали свої операції в Естонії, Латвії та Литві, створивши Luminor Bank, 60% якого були продані інвестиційній компанії Blackstone Inc..